# Lawn bowls nos Jogos da Commonwealth de 2006
A competição de lawn bowls nos Jogos da Commonwealth de 2006 foi realizado em Melbourne, na Austrália, entre 16 e 24 de março. Seis eventos foram disputados no State Lawn Bowls Centre, localizado na região de Thornbury.

## Medalhistas
Masculino
| Evento  | Ouro                                                | Prata                                                    | Bronze                                                        |
| Simples | Kelvin Kerkow AUS Austrália                         | Robert Weale WAL País de Gales                           | Ryan Bester CAN Canadá                                        |
| Duplas  | Paul Foster Alex Marshall SCO Escócia               | Mark Bantock Ian Bond ENG Inglaterra                     | Barrie Lester Nathan Rice AUS Austrália                       |
| Trios   | Mark Casey Bill Cornehls Wayne Turley AUS Austrália | Neil Booth Mark McPeak Jeremy Henry NIR Irlanda do Norte | Neil Burkett Gidion Vermeulen Eric Johannes RSA África do Sul |

Feminino
| Evento  | Ouro                                                          | Prata                                             | Bronze                                               |
| Simples | Siti Zalina Ahmad MAS Malásia                                 | Elizabeth Morgan WAL País de Gales                | Lorna Trigwell CAN Canadá                            |
| Duplas  | Lynsey Armitage Karen Murphy AUS Austrália                    | Joyce Lindores Kay Moran SCO Escócia              | Jan Khan Marina Khan NZL Nova Zelândia               |
| Trios   | Nor Hashimah Ismail Arshad Azlina Nor Iryani Azim MAS Malásia | Ceriann Davies Roma Dunn Noi Tucker AUS Austrália | Jean Baker Sue Harriott Amy Monkhouse ENG Inglaterra |

## Quadro de medalhas
Nove delegações conquistaram medalhas:
| Ordem | País             | Medalha de ouro | Medalha de prata | Medalha de bronze | Total |
| ----- | ---------------- | --------------- | ---------------- | ----------------- | ----- |
| 1     | Austrália        | 3               | 1                | 1                 | 5     |
| 2     | Malásia          | 2               |                  |                   | 2     |
| 3     | Escócia          | 1               | 1                |                   | 2     |
| 4     | País de Gales    |                 | 2                |                   | 2     |
| 5     | Inglaterra       |                 | 1                | 1                 | 2     |
| 6     | Irlanda do Norte |                 | 1                |                   | 1     |
| 7     | África do Sul    |                 |                  | 2                 | 2     |
| 8     | Canadá           |                 |                  | 1                 | 1     |
| 8     | Nova Zelândia    |                 |                  | 1                 | 1     |
| TOTAL | TOTAL            | 6               | 6                | 6                 | 18    |